# Châtenay, Isère
Châtenay là một xã thuộc tỉnh Isère, vùng Rhône-Alpes đông nam nước Pháp. Xã này nằm ở khu vực có độ cao trung bình 385 mét trên mực nước biển.